# Alestes stuhlmannii
Alestes stuhlmannii är en fiskart som beskrevs av Pfeffer, 1896. Alestes stuhlmannii ingår i släktet Alestes och familjen Alestidae. IUCN kategoriserar arten globalt som livskraftig. Inga underarter finns listade i Catalogue of Life.